# 메트로 골드윈 메이어의 영화 목록
다음은 메트로 골드윈 메이어의 주요 작품 목록이다.

## 작품 목록
- 메트로 골드윈 메이어의 영화 목록 (1990-1999년)
- 메트로 골드윈 메이어의 영화 목록 (2000-2009년)
- 메트로 골드윈 메이어의 영화 목록 (2010-2019년)
- 메트로 골드윈 메이어의 영화 목록 (2020-2029년)